# A-126
 A-126  es una carretera alavesa que junto con la  NA-743  y la  CL-127  conforma la vía que une las localidades de La Puebla de Arganzón y Santa Cruz de Campezo. El tramo alavés está dividido en dos segmentos: el primero, de 2,8 km, une Santa Cruz con la frontera con Navarra en Genevilla. El segundo, de 7,3 km, discurre por el municipio de Bernedo, entre los límites con Navarra y el Condado de Treviño (Burgos).
Antes de la transferencia de las carreteras comarcales y locales a las administraciones autonómicas y provinciales, esta carretera y sus equivalentes en Navarra y Burgos fueron parte de la  L-121 , salvo que a partir de Treviño, en lugar de dirigirse a La Puebla de Arganzón, se encaminaba a Miranda de Ebro por Berantevilla.

## Trazado
| Velocidad                                             | Esquema | Carretera que enlaza                                |
| ----------------------------------------------------- | ------- | --------------------------------------------------- |
|                                                       |         | A-132 Vitoria - Estella                             |
|                                                       |         |                                                     |
| Continúa por Genevilla, Cabredo y Marañón como NA-743 |         |                                                     |
|                                                       |         |                                                     |
|                                                       |         | Angostina                                           |
|                                                       |         | A-3136 Quintana - San Román de Campezo              |
|                                                       |         | Bernedo A-2126 Lapoblación - Meano - Oyón - Logroño |
|                                                       |         | A-3130 Villafría - Lagrán - Peñacerrada             |
|                                                       |         | A-4153 Navarrete                                    |
|                                                       |         | A-4153 Navarrete                                    |
|                                                       |         | A-4154 Urturi                                       |
|                                                       |         |                                                     |
| Continúa hacia Treviño como CL-127                    |         |                                                     |